# Uniwersytet Teksański w Austin
Uniwersytet Teksański w Austin, Uniwersytet Teksasu w Austin (ang. University of Texas at Austin, zwyczajowo UT Austin) – amerykański uniwersytet publiczny, jedna z czołowych uczelni badawczych w kraju usytuowana w Austin w Teksasie. Jest jedną z ośmiu instytucji wyższej edukacji należących do Public Ivy, grupy instytucji publicznych „oferujących jakość nauczania równą uniwersytetom Ligi Bluszczowej w cenie szkoły publicznej” i stale plasuje się na czołowych miejscach w narodowych i międzynarodowych rankingach. Założony w 1883, od 2006 uniwersytet jest na piątej pozycji, jeśli chodzi o liczbę studentów, rzędu 50 000, przy 16 500 wykładowców i personelu. W 2005 czasopismo „Sports Illustrated” uznało go za najlepsze kolegium sportowe w Stanach Zjednoczonych.

## Historia
Pierwsze wzmianki na temat uczelni publicznej w Teksasie pojawiają się w konstytucji meksykańskiego stanu Coahuila y Tejas w 1827. Mimo że postanowiono wówczas ustanowić system publicznej edukacji w zakresie nauk humanistycznych i ścisłych, rząd Meksyku nie podjął żadnych działań w tym kierunku. Gdy Teksas uzyskał niepodległość od Meksyku w 1836 roku, Kongres Teksasu przyjął Konstytucję Republiki, która zawierała proviso mówiące o założeniu systemu publicznej edukacji, w tym dwóch uniwersytetów i college’ów. 26 stycznia 1839 Kongres Teksasu zgodził się przeznaczyć na ten cel grunty o powierzchni ponad 30 kilometrów kwadratowych oraz dodatkowe 16 kilometrów kwadratowych w nowo powstałej stolicy, Austin, który to teren to nazwano „College Hill”.
W 1846 Teksas został dołączony do Stanów Zjednoczonych. Władze stanowe przyjęły ustawę, w ramach której 100 000 dolarów ze środków stanowych zostało przeznaczonych na budowę uniwersytetu. Mimo to, późniejsze odłączenie się Teksasu od USA i wojna secesyjna uniemożliwiły realizację tych planów. Konstytucja Teksasu z 1876 roku upoważniła władze stanowe do założenia uniwersytetu, University of Texas.
W 1881 Austin zostało wybrane na lokalizację głównego uniwersytetu, a Galveston – na siedzibę szkołę medycyny. Na „College Hill” rozpoczęła się w 1882 budowa głównego budynku. Uniwersytet rozpoczął działalność 15 września 1883. Wiktoriańsko-gotycki główny budynek służył wówczas jako punkt centralny kampusu; wkrótce jednak, ze względu na brak wystarczającej przestrzeni bibliotecznej, budynek zburzono i zastąpiono nowymi zabudowaniami. Istniejące obecnie główny budynek i wieża powstały na jego miejscu.
Ograniczenia wynikające z ówczesnej konstytucji uniemożliwiały rozbudowę uniwersytetu ze środków publicznych. Na rozwój pozwoliły jednak pieniądze pozyskane ze sprzedaży ropy odkrytej na terenach należących do uniwersytetu. Zdobyte w ten sposób fundusze pozwoliły na spłacenie długów uniwersytetu i podtrzymanie dalszego rozrostu, niezbędnego w obliczu gwałtownego wzrostu zapisów po zakończeniu drugiej wojny światowej. 19 budynków zostało otwartych w latach 1950–1965, gdy uniwersytet uzyskał prawo wywłaszczenia, które umożliwiło wykup dodatkowych terenów.
W 1966 roku na terenie kampusu doszło do strzelaniny, której sprawcą był student tejże uczleni, Charles Whitman. Z wieży uniwersyteckiej na 28 piętrze zabił 16 ludzi, a 32 ranił, używając karabinu z zamontowanym celownikiem optycznym.

## Kampus
Uniwersytet ma tereny o powierzchni 3,5 kilometrów kwadratowych, w tym główny kampus i J. J. Pickle Research Campus w północnym Austin, jak również inne nieruchomości w Teksasie.
Jedną z najbardziej rozpoznawalnych budowli jest Beaux-Arts Main Building, częścią którego jest wieża o wysokości 94 metrów zaprojektowana przez Paul Philippe Cret. Ukończony w 1937, budynek położony jest na terenie głównego kampusu. Na szczycie wieży znajduje się carillon z 56 dzwonami, największy w Teksasie. Na wieży znajduje się również platforma widokowa otwarta dla zwiedzających.
Na uniwersytecie znajduje się 7 muzeów i 17 bibliotek, zawierających ponad 10 milionów książek. Uniwersytecki Harry Ransom Humanities Research Center ma w swoich zbiorach jedną z 21 istniejących kopii Biblii Gutenberga oraz pierwszą odbitkę zdjęcia wykonanego przez Josepha Nicéphore’a Niépce’a Widok z okna, pierwszej udanej fotografii w historii. Najnowsze muzeum, Blanton Museum of Art, zostało otwarte w kwietniu 2006 roku i obejmuje ponad 17 000 prac z Europy, Stanów Zjednoczonych i Ameryki Południowej. UT ma rozległą sieć podziemnych tuneli łączących wiele spośród uniwersyteckich budynków. Sieć ta, używana w celach komunikacyjnych gospodarczych, nie jest dostępna dla zwiedzających. Uniwersytet ma również reaktor atomowy o mocy 1,1 MW usytuowany na J. J. Pickle Research Campus.
Uniwersytet kontynuuje rozbudowę kampusu: w lutym 2006 roku Senat Uniwersytecki podjął decyzję o unowocześnieniu i rozbudowaniu stadionu piłkarskiego, a w Marcu 2006 referendum wśród studentów zadecydowało o budowie Centrum Studenckiego; budowa centrum, zależna od zatwierdzenia przez Senat Uniwersytecki, ma kosztować 51 milionów dolarów i zakończyć się między jesienią 2010 a 2012 roku.
Na uniwersytecie działa radio studenckie, KUT, nadające na falach FM, jak również poprzez internet. Uniwersytet operuje również lokalny system komunikacji publicznej dla studentów.

## Profil akademicki

### Rankingi
Uniwersytet Teksański w Austin stale plasuje się w czołówkach amerykańskich i międzynarodowych rankingów uczelni. Według raportu sporządzonego przez Uniwersytet Zhejiang jest na czwartym miejscu na świecie, jeśli chodzi o innowacyjność. Angielski Times Higher Education Supplement przyznał mu 15. lokatę na świecie. Uniwersytet zajął szóste miejsce na liście Amerykańskich Uniwersytetów Badawczych w 2007 roku oraz jako „numer jeden jeśli chodzi o źródło przyszłych dyrektorów generalnych firm z listy Fortune 1000”.
Na równie wysokich pozycjach znajdują się poszczególne szkoły wchodzące w skład uniwersytetu, w tym: McCombs School of Business (piąta według raportu Bloomberga z 2005 roku); Szkoła Prawa; Wydział Farmacji; Wydział Inżynierii. Uniwersytecki system biblioteczny plasuje się na szóstym miejscu wśród bibliotek akademickich w USA.

### Wydziały
W skład uniwersytetu wchodzi osiemnaście wydziałów. Do najstarszych i najbardziej znanych należą: McCombs School of Business, Szkoła Prawa (powstała w momencie założenia uniwersytetu), Cockrell School of Engineering oraz College of Pharmacy. Uniwersytet Teksański w Austin ma w swojej ofercie ponad 100 programów licencjackich oraz 170 podyplomowych. W roku akademickim 2003/04 przyznał dyplom ponad 13 000 studentom: 68% licencjackich, 21% magisterskich, 5% doktoranckich i 4% innych dyplomów.

### Zapisy
Jako publiczna uczelnia stanowa, Uniwersytet Teksański w Austin jest zobowiązany przez prawo stanowe przyjąć wszystkich studentów szkół średnich, którzy znajdą się w pierwszych 10% swoich roczników. Studenci aplikujący o przyjęcie wedle innych zasad podlegają bardziej selektywnemu procesowi.

### Kadra akademicka
Uniwersytet zatrudnia 3090 pracowników naukowych. Stosunek kadra/studenci wynosi 16,5. W skład uniwersyteckiej kadry wchodzą laureaci Nagrody Nobla, Nagrody Pulitzera, National Medal of Science, National Medal of Technology, jak również wielu innych nagród. Roczny budżet an badania naukowe wynosi ponad $446 milionów.

## Majątek
Uniwersytet otrzymuje zyski z wyposażenia kapitałowego o wartości 11,6 miliarda dolarów (czwarte pod względem wielkości w USA), z którego 30 procent zostało podarowane uniwersytetowi. Dochody pozyskane z nieruchomości przekazanych uniwersytetowi w 1839 i 1876 roku, jak również pieniądze ze sprzedaży ropy naftowej, stanowią większość powyższych sum, zaś $2 miliardów pochodzi z darowizn od osób prywatnych.

## Życie studenckie
Na uniwersytecie studiowało w jesiennym semestrze 2015 roku 39 619 studentów kierunków licencjackich i 11 331 magisterskich. Studenci uniwersytetu pochodzą ze wszystkich 50 stanów USA, jak również ok. 125 innych krajów, głównie Korei Południowej, Indii i Chin. Na uniwersytecie działa również wiele bractw (korporacji akademickich) – są one jednymi z najbardziej aktywnych w kraju.
Na terenie kampusu znajduje się obecnie czternaście akademików, w których mieszka ponad 7100 studentów. Pozostali studenci mieszkają w prywatnie wynajmowanych kwaterach.
Na uczelni istnieje ponad 1000 organizacji studenckich. Studenckie ciało zarządzające reprezentuje interesy studentów w kontaktach z kadrą, administracją i władzami Teksasu.

## Działalność sportowa
Uniwersytet oferuje szereg programów sportowych, zarówno na poziomie lokalnym, jak i międzyuczelnianym – przez „Sports Illustrated” został wybrany najlepszym college’em sportowym w Ameryce w 2002. Uczelnia znalazła się również na pierwszym miejscu, jeśli chodzi o dochody ze sprzedaży gadżetów i ubrań sygnowanych znakami uczelnianej drużyny sportowej.
Uniwersyteckie drużyny sportowe znane są jako „Longhorns”. Na początku sezonu 2007 uczelniana drużyna futbolu amerykańskiego znalazła się na trzecim miejscu. Czasem największych sukcesów były lata 1963, 1969 i 1970, kiedy pod wodzą trenera Darrella Royala drużyna wygrywała zawody narodowe.
Stałym rywalem uniwersyteckich drużyn sportowych jest Texas A&M University. Zawody między tymi dwoma uczelniami organizowane są we wszystkich dyscyplinach sportowych. Rozgrywki futbolu akademickiego tych drużyn są trzecimi pod względem długości tradycji zawodami w kraju. Równie znaczące są spotkania Longhornsów z zawodnikami Uniwersytetu Oklahomy, potocznie nazywane Red River Shootout.

## Absolwenci
Wśród absolwentów Uniwersytetu Teksańskiego w Austin znajduje się wielu znanych amerykańskich polityków, naukowców, prawników, biznesmenów oraz sportowców. Ukończyli go między innymi: John Maxwell Coetzee (pisarz i noblista), Laura Bush (była pierwsza dama), Steven Weinberg (fizyk i noblista), Janis Joplin (piosenkarka), Michael Dell (założyciel Dell, Inc.), Jayne Mansfield (aktorka), Robert Rodriguez (reżyser), Renée Zellweger (aktorka), Hermann Joseph Muller (genetyk i noblista), Ilya Prigogine (fizyk i chemik oraz noblista).